# SSS-Inseln
Als SSS-Inseln bezeichnet man die Gruppe der Inseln Sint Eustatius und Saba sowie Sint Maarten; letztere ist der niederländische Teil der Insel St. Martin. Die Inselgruppe gehört zu den Kleinen Antillen, unter diesen ist sie den Inseln über dem Winde zugehörig. Die SSS-Inseln sind der Niederländischen Karibik zugehörig.
Seit 2010 ist Sint Maarten eines der vier Länder des Königreichs der Niederlande, Sint Eustatius und Saba sind seither Besondere Gemeinden des Landes Niederlande.
Zu Sint Maarten gehören die Nebeninseln Guana Key, Cow & Calf, Hen & Chickens, Molly Beday und Pelikan Key; zu Saba gehört die Nebeninsel Green Island.

## Geschichte
Erstmals niederländisch wurden die Inseln durch die Eroberungen der Niederländischen Westindien-Kompanie im 17. Jahrhundert. Im Anschluss wechselten die Inseln unterschiedlich oft die Zugehörigkeit zu Großbritannien, Frankreich und den Niederlanden.
Durch den Britisch-Niederländischen Vertrag von 1814 kamen die Inseln 1816 endgültig in niederländischen Besitz. Die Kolonie Sint Eustatius en Onderhorigheden umfasste Sint Eustatius, Sint Maarten und Saba. 1828 wurde diese mit der Kolonie Curaçao en Onderhorigheden, die die Inseln unter dem Winde Curaçao, Aruba und Bonaire in der südlichen Karibik umfasste, und der Kolonie Suriname zu einer Kolonie Gouvernement-Generaal van's rijks West-Indische bezittingen zusammengelegt und von Paramaribo in Suriname aus verwaltet. 1845 wurde diese Kolonie wieder aufgespalten. Die Kolonie Curaçao en Oderhorigheiden umfasste fortan Curaçao, Aruba, Bonaire, Sint Eustatius, Sint Maarten und Saba.
1948 wurde die Kolonie in Niederländische Antillen umbenannt.
1951 erhielten die Inseln durch die Eilandenregeling Nederlandse Antillen innerhalb der Kolonie als „Eilandgebied de Bovenwindse Eilanden“ eigene Regelungsbefugnisse.
Ende 1954 erhielt die Kolonie Niederländische Antillen durch das Statuut voor het Koninkrijk der Nederlanden (deutsch: Charta des Königreichs der Niederlande, nicht zu verwechseln mit dem Grundgesetz für das Königreich der Niederlande) den Status eines autonomen Landes des Königreichs.
1983 wurde die Eilandenregeling Nederlandse Antillen dahingehend geändert, dass nunmehr jede Insel ein selbständiges Eilandgebied wurde.

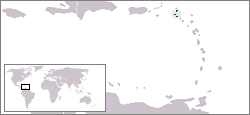
Lage der SSS-Inseln (grün koloriert) in der Karibischen See (von Norden nach Süden): Saint Martin, Saba und Sint Eustatius

Am 10. Oktober 2010 wurde das Land Niederländische Antillen aufgelöst. Es entstanden die innerhalb des Königreichs autonomen Länder Curaçao und Sint Maarten sowie die zum Land Niederlande gehörenden Besonderen Gemeinden Bonaire, Sint Eustatius und Saba. Die Gesamtheit der Niederländischen Karibik heißt seither offiziell Caribisch deel van het Koninkrijk.